# Bürgermeisterei Gimborn
Die Bürgermeisterei Gimborn war eine von zehn Bürgermeistereien im Kreis Gummersbach im Regierungsbezirk Köln in der preußischen Rheinprovinz. Sie entstand 1816 in Nachfolge der Mairie Gimborn, die von den Franzosen im Großherzogtum Berg eingerichtet wurde und gehörte in den ersten Jahren zunächst dem ebenfalls neu eingerichteten Kreis Gimborn an, der aber bereits 1825 wieder aufgelöst wurde.
Mit dem preußischen Gesetz über die Regelung verschiedener Punkte des Gemeindeverfassungsrechts vom 27. Dezember 1927 wurden schließlich die Bürgermeistereien abgeschafft und die Bürgermeisterei Gimborn ging formal in das Amt Gimborn über.

## Geschichte
Um 1828 gehörten zur Bürgermeisterei Gimborn insgesamt ein Dorf, ein Schloss, 21 Weiler, 16 Höfe, die 487 Privatwohnhäuser und 285 Scheunen und Ställe besaßen. Zwei Kirchen und Kapellen sowie 20 Mühlen wurden verzeichnet. Insgesamt gab es 3.235 Einwohner, davon 2.395 mit evangelischer und 876 mit katholischer Konfession.
Das Gemeindelexikon für die Provinz Rheinland von 1888 gibt für die Gemeinde (und zugleich Bürgermeisterei) Gimborn eine Einwohnerzahl von 3.199 an (2.264 evangelischer, 889 katholischer, 44 sonstig christlicher und einer jüdischer Konfession), die in 47 Wohnplätzen mit zusammen 665 Wohnhäusern und 700 Haushaltungen lebten. Die Fläche der Stadt und Bürgermeisterei (4.089 ha) unterteilte sich in 1.422 ha Ackerland, 247 ha Wiesen und 2183 ha Wald.
Als Wohnplätze werden im Gemeindelexikon aufgelistet (zeitgenössische Schreibweise): Apfelbaum, Berghausen, Birnbaum, Boinghausen (Ober- und Niederboinghausen), Dürhölzen, Eibach, Erlinghagen, Felsenthal, Flaberg, Grunewald, Gummeroth, Hagen, Herreshagen, Hövel, Hülsenbusch, Hütte, Hüttefabrik, Hüttenermühle, Jedinghagen, Kalkkuhl, Karlskamp, Karlsthal, Kümmel, Leiberg, Lobscheid, Lope, Lützinghausen, Neu Remscheid, Nieder Gelpe, Nochen, Nordhellerhammer, Ober Gelpe, Ober Leppe, Peisel, Recklinghausen, Remshagen, Rodt, Siemerkusen, Sonnenberg, Steinenbrück, Strombach, Thal, Wasserfuhr, Wegescheid, Wilhelmsthal und Würden. Das Rathaus befand sich im Ort Hülsenbusch.
Am 1. Oktober 1932 wurde der Kreis Gummersbach mit dem größten Teil des Kreises Waldbröl zum Oberbergischen Kreis zusammengeschlossen, die mittlerweile zum Amt umgewandelte Bürgermeisterei Gimborn wechselte ebenfalls in den neuen Kreis.
Im Rahmen der kommunalen Neugliederung 1975 wurde das Amt und die Gemeinde Gimborn aufgelöst und das Gemeindegebiet auf die heutigen Gemeinden Engelskirchen, Lindlar (Remshagen und Teile des Leppetals), Gummersbach sowie Marienheide aufgeteilt (vgl. §§ 13 Abs. 2, 14 Abs. 2 Nr. 2, 15 Abs. 1, 16 Nr. 3 Köln-Gesetz).